# Qods (Oujda)
Pour les articles homonymes, voir Qods et Al-Qods.
El Qods est un quartier  situé à l’Est de la ville d’Oujda, au Maroc.
Il est à proximité de l'université Mohammed 1er et de l'École Nationale des Sciences Appliquées. C'est un quartier où le revenu des habitants est généralement supérieur à la moyenne, et il accueille de nombreuses familles aisées. Les maisons y sont souvent des pavillons et des villas.